# Вотяков, Игорь Александрович
Игорь Александрович Вотяков (род. 19 мая 1935, Котельнич) — российский инженер-технолог в области атомной промышленности. Известен как разработчик ряда технологий, заметно повысивших долю годной продукции, производительность и безопасность труда в отрасли, прежде всего на предприятии «Электрохимприбор», где он трудился с 1958 по 1979 годы. Производственные успехи отмечены орденом «Знак Почёта» (1968), Государственной премией СССР (1969), рядом медалей .

## Биография
Выпускник МВТУ им. Н.Э. Баумана 1958 года. По распределению направлен на предприятие (комбинат) Электрохимприбор, где трудился с 1958 по 1979 годы инженером-технологом, старшим инженером-технологом, заместителем начальника технологического отдела.
В начале 1950-х годов разработчиком была передана для освоения в производстве
технология по изготовлению спецдеталей из дейтерида лития (то есть для «водородной бомбы»), оказавшаяся мало пригодной в условиях серийного производства на комбинате «Электрохимприбор», поскольку предполагала использование при прессовании высоких температур. Полученные после прессования заготовки в связи с взрывопожароопасностью приходилось подвергать механической обработке в герметичных отсеках. При изготовлении деталей при таком подходе брак доходил до 70 %.
Вопрос об изготовлении и качестве упомянутых спецдеталей в условиях «холодной войны» приобрёл такую остроту, что был поставлен на обсуждение на совещании у руководителя атомного проекта Л. П. Берии 25.06.1953. Письмо о состоянии дел по этому вопросу подписали: А. П. Завенягин, И. В. Курчатов, А. С. Александров, Ю. Б. Харитон. «В записке речь шла в том числе о спецдеталях из дейтерида лития для первой советской термоядерной (водородной) бомбы»
После проведения предварительных научно-поисковых исследований и опытных работ, И. А. Вотякову удалось убедить руководство комбината в возможности и необходимости применения принципиально новой технологии холодного прессования спецдеталей в размер (то есть с минимизацией последующей механической обработки) из специальных порошков (т. н. порошковая металлургия), определить параметры засыпки этих порошков, разработать качественно новые конструкции пресс-форм. А для создания необходимого усилия прессования Игорем Александровичем был разработан пресс уникальной конструкции мощностью 16 тыс. тс. (для изготовления которого пришлось оформлять спецзаказ на уровне Совета Министров СССР).
Для решения технологических вопросов разработки и внедрения И. А. Вотяков создал творческий коллектив из способных сотрудников разного профиля подготовки, из которых особо отмечается вклад В. Н. Крынского, Г. А. Гайнулина, Ю. Д. Шматкова, Т. В. Бородиной, Е. П. Калинина, В. В. Головкова, А. Н. Никанорова.
Все основные работы по подготовке и внедрению новой технологии (за исключением заказа вышеупомянутого уникального пресса) комбинат выполнил своими силами и средствами, для чего потребовалось построить новое здание (т. н. цех 144).
После применения новой технологии производительность труда по изготовлению соответствующих спецдеталей возросла более чем в 10 раз.
Участники создания и внедрения этой передовой разработки в серийное производство были удостоены высоких правительственных наград. И. А. Вотяков, В. Н. Крынский, Г. А. Гайнулин, Ю. Д. Шматков стали «Лауреатами Государственной премии СССР» в области науки и техники. И. А. Вотяков и В. Н. Крынский также были награждены орденами.
Позже И. А. Востяков разработал оборудование для экструзии полиэтилена для изготовления крупногабаритных тонкостенных деталей из полиэтилена и других материалов, был научным руководителем работ по переработке высоконаполненных композиционных материалов для новых ядерных зарядов, в том числе для мирного использования (создания подземных хранилищ нефти и газа; устранение аварийных газовых фонтанов; дробление породы для облегчения подземной добычи руды и для других целей).
В 1979 году И. А. Вотяков перевёлся с повышением в должности в г. Краснодар.